# Irving Mills
Irving Mills född 16 januari 1894 i New York New York USA död 21 april 1985 i Palm Springs i Kalifornien, amerikansk sångtextförfattare, kompositör, manager och orkesterledare.

## Fotnoter
1. 1 2  SNAC, SNAC Ark-ID: w6f50280, läs online, läst: 9 oktober 2017.[källa från Wikidata]
2. 1 2  Internet Broadway Database, Internet Broadway Database person-ID: 83868, läst: 9 oktober 2017.[källa från Wikidata]
3. ↑  Find a Grave, Find A Grave-ID: 6221725, läs online, läst: 9 oktober 2017.[källa från Wikidata]
4. ↑  Gemeinsame Normdatei, läst: 25 juni 2015.[källa från Wikidata]